# Martín Lasarte Topolansky
Martín Lasarte Topolansky SDB (ur. 12 października 1962 w Montevideo) – urugwajski duchowny katolicki pracujący w Angoli, biskup Lwena od 2023.

## Życiorys

### Prezbiterat
Święcenia kapłańskie przyjął 17 sierpnia 1991 w zgromadzeniu salezjanów. Był m.in. wykładowcą seminarium w Luandzie, zakonnym delegatem ds. duszpasterstwa młodzieży, a także wikariuszem i przełożonym angolskiej wizytatorii zakonnej.

### Episkopat
1 lipca 2023 papież Franciszek mianował go biskupem diecezji Lwena. Sakry udzielił mu 3 września 2023 metropolita Saurimo – arcybiskup José Manuel Imbamba.